# FedEx

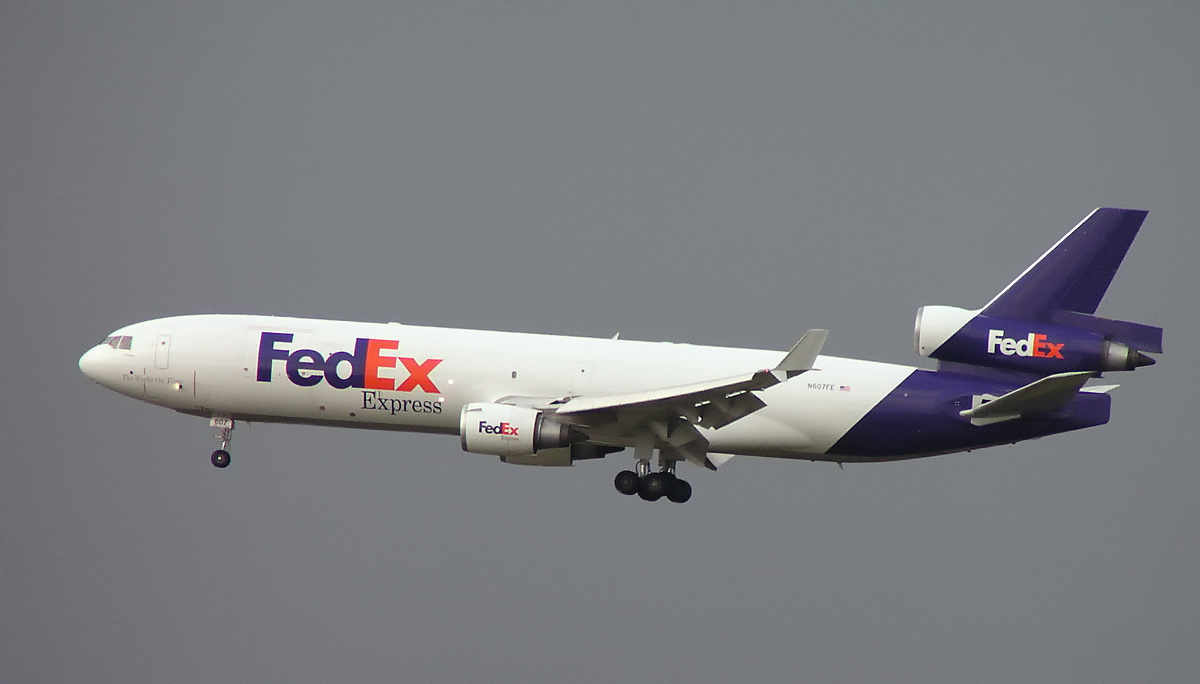
Грузовой MD-11, принадлежащий FedEx Express

FedEx Corporation, «Федэкс корпорейшн» — американская компания, предоставляющая почтовые, курьерские и другие услуги логистики по всему миру.

## История
Компания была основана в 1971 году в Литл-Роке (Арканзас) под названием Federal Express Corporation. Её основал Фред Смит с намерением создать компанию по доставке грузов в течение суток с помощью самолётов и автомобилей. Центром операций был выбран родной город Смита Мемфис, поскольку он находился в центре США и имел крупный аэропорт, который почти никогда не был закрыт. Было куплено 14 самолётов Dassault Falcon, компания начала работу в 1973 году, осуществляя доставку в 25 городов США. За первые два года работы компания принесла 29 млн долларов убытков, что отчасти было вызвано большими расходами на рекламу. В 1976 году Federal Express начала приносить прибыль, к этому времени она обрабатывала 19 тыс. отправлений в сутки. В следующем году выручка компании достигла 110 млн долларов, у неё было 31 тыс. постоянных клиентов, включая IBM и ВВС США, для которых она перевозила комплектующие; сеть охватывала 75 аэропортов и 130 городов.
В 1977 году в США были сняты ограничения на грузовые авиаперевозки, и FedEx приобрела более крупные самолёты Boeing 727. В 1978 году компания разместила свои акции на Нью-Йоркской фондовой бирже. В 1980-е годы FedEx росла в среднем на 40 % в год, к концу десятилетия она доставляла по 65 тыс. пакетов в сутки в 89 городов США. В 1983 году FedEx стала первой американской компанией, за 10 лет работы достигшей оборота в 1 млрд долларов. Выход на международный уровень состоялся в 1984 году покупкой компании Gelco Express; она базировалась в Миннеаполисе и доставляла корреспонденцию в 84 страны; вскоре было куплено ещё несколько компаний в Великобритании, Нидерландах и ОАЭ. Из неудач этого периода была система электронной передачи документов ZapMail, на её разработку было потрачено около 100 млн долларов, она была запущена в 1984 году и закрыта в 1986 году, поскольку большинство клиентов решили, что им будет дешевле установить свой факс. В 1985 году был открыт европейский хаб компании в аэропорту Брюсселя.
В 1989 году международные операции были расширены покупкой за 883 млн долларов грузовой авиакомпании Flying Tiger Line. По состоянию на середину 1990-х годов международная деятельность давала 12 % от 10 млрд долларов выручки, но продолжала приносить убытки. FedEx работает в России с 1991 года. В 1994 году официальное название Federal Express Corporation было сокращено до FedEx Corporation. В 1998 году была куплена транспортная компания Caliber System. В 2001 году была куплена компания American Freightways; она была основана в 1982 году и осуществляла доставку грузов в США, Канаде и Латинской Америке.
7 апреля 2015 года FedEx договорилась о покупке нидерландского конкурента TNT Express за 4,4 млрд евро, о чём выпущен совместный пресс-релиз компаний.

## Собственники и руководство
- Фредерик Уоллас Смит — основатель и председатель совета директоров.
- Раджеш Субраманьям (Rajesh Subramaniam) — президент с марта 2019 года и главный исполнительный директор с июня 2022 года; в компании с 1991 года.

## Деятельность
Флот грузовых самолётов FedEx является одним из крупнейших в мире и по состоянию на май 2022 года состоял из 696 самолётов (так называемого FedEx Feeder). Компания эксплуатирует самолёты Boeing 777-FS2, Boeing 767-3S2F(ER), Boeing 757-2B7(SF), Airbus A300F4-605R, Airbus A310-324, McDonnell Douglas DC-10-10F, McDonnell Douglas MD-11F, ATR 42-300, ATR 72-202, Cessna 208B Grand Caravan (источник). Автопарк насчитывал 86 тыс. транспортных средств.
Основные сортировочные центры находятся в таких городах: Мемфис (Теннесси), Индианаполис (Индиана), Майами (Флорида), Форт-Уэрт (Техас), Ньюарк (Нью-Джерси), Окленд (Калифорния), Гринсборо (Северная Каролина), Чикаго (Иллинойс), Лос-Анджелес (Калифорния), Анкоридж (Аляска), Париж (Франция), Кёльн (Германия), Гуанчжоу (КНР), Осака (Япония), Льеж (Бельгия).
На США приходится около 70 % выручки компании.
Подразделения по состоянию на 2022 год:
- FedEx Express — экспресс-доставка грузов в 220 странах и территориях мира; выручка $45,8 млрд.
- FedEx Ground — доставка пакетов в США и Канаде; выручка $33,2 млрд.
- FedEx Freight — грузовые перевозки в США и Канаде; выручка $9,5 млрд.
- FedEx Services — различные услуги, такие как торговля, маркетинг, информационные технологии, техническая поддержка, сбор долгов; выручка $0,3 млрд.

В списке крупнейших публичных компаний в мире Forbes Global 2000 за 2022 год FedEx заняла 163-е место. В списке крупнейших компаний США по размеру выручки Fortune 500 заняла 39-е место.

## Интересные факты
- В логотипе FedEx есть скрытый элемент: между нижней частью прописной «E» и строчной «x» пустое пространство образует стрелку. По замыслу дизайнера логотипа Линдона Лидера (Lindon Leader), эта стрелка должна вызывать на подсознательном уровне ассоциацию между названием компании и высокой скоростью доставки, которую обеспечивает FedEx[9].
- В начале существования компания испытывала многочисленные трудности. Однажды компании необходимо было оплатить топливные расходы в размере 24 000 долларов, а на её счету на этот момент было только пять тысяч. Владелец компании Фредерик Смит снял все деньги, поехал в Лас-Вегас и выиграл в блек-джек 27 000 долларов[10].
- FedEx (Федэкс) — прозвище знаменитого швейцарского теннисиста Роджера Федерера.
- Грузовая компания  FedEx Express оперирует самым большим в мире парком грузовых самолётов — на сегодняшний день их более 650. Чтобы оперативно реагировать на возникающие сверхнормативные потребности в транспортировке, FedEx постоянно держит в воздухе несколько пустых самолётов[11].